# Pratt & Whitney PW6000
El Pratt & Whitney PW6000 és un motor de reacció turboventilador d'alt índex de derivació desenvolupat per a l'Airbus A318, amb un empenyiment nominal de 80–107 kN. Pratt & Whitney dissenyà un motor el menys complex possible per reduir-ne significativament els costos de manteniment i oferir un estalvi de pes i en el consum de combustible. El PW6000 volà per primera vegada el 21 d'agost del 2000 en un avió de prova que sortí de l'Aeroport Internacional de Plattsburgh (Estats Units) i posà a prova els motors sense problemes durant 1 hora i 20 minuts. La cadena de muntatge final es troba a les instal·lacions d'MTU Aero Engines a Hannover (Alemanya).